# Boeckella shieli
Boeckella shieli is een eenoogkreeftjessoort uit de familie van de Centropagidae. De wetenschappelijke naam van de soort is voor het eerst geldig gepubliceerd in 1985 door Bayly.